# Igreja Anglicana Episcopal do Brasil
Igreja Anglicana Episcopal do Brasil é o nome jurídico da província brasileira da Igreja Episcopal Anglicana do Chile  (IEACH), uma província anglicana independente de orientação anglocatólica.

## História e surgimento
A província foi fundada como em 1991, após muitos esforços para a Igreja Anglicana do Chile (IACH) fornecer supervisão episcopal às comunidades anglocatólicas. Naquela época, foi o Bispo Colyn Bazley que se recusou a entregar a supervisão episcopal a estas comunidades. Em 1995, o pedido de supervisão episcopal foi feito ao Bispo Primaz do Cone Sul, Maurice Sincler, que em extensa carta explicou que na Província do Cone Sul da Comunhão Anglicana não havia espaço para expressão anglocatólica. Por insistência dos dirigentes da atual IEACH, em 1996 foi solicitada ajuda espiritual a Dom William Godfrey, naquele ano, Bispo diocesano do Uruguai e membro da Província do Cone Sul. Este Bispo deu ajuda espiritual e episcopal que, junto com o agora Bispo David Hamid, colocou a IEACH em contato com as jurisdições anglocatólicas do resto do mundo. A Província Anglicana de Cristo Bom Pastor dos Estados Unidos, recebeu a igreja e canonicamente deu existência a essa jurisdição, sendo seu primeiro Bispo ordinário o Arcebispo Max Broussard. Em 2003, Dom Patricio Viveros Robles foi eleito Bispo e foi consagrado solenemente na cidade de Talcahuano em novembro de 2004, durante o Sínodo Ordinário da Província de Cristo Bom Pastor. Seus consagradores foram o Arcebispo Max Broussard, o Arcebispo Casey Miner, o Bispo Bruce Taylor, o Bispo G.J. Hoyos e o Bispo R.U. Higuita. Em 2004 a IEACH obteve a personalidade jurídica de Direito Público na República do Chile. Em 2006, a Igreja Episcopal Anglicana do Chile obteve autonomia de jurisdição ao eleger o Monsenhor Patricio Viveros Robles como seu primeiro Arcebispo. Desde 2007 a igreja participa de múltiplas organizações nacionais e internacionais, tanto anglicanas, quanto ecumênicas .

## O Arcebispo
O atual Arcebispo da IEACH é Dom Patricio Viveros Robles. 

## Sede provinciana
A sede provinciana da Igreja Episcopal Anglicana do Chile, no Brasil, é a Catedral Anglicana Cristo Redentor, em Ribeirão Preto, São Paulo, sob o Bispo Fernando Nobile.